# Wimbledon Championships 1987
Die 101. Wimbledon Championships fanden vom 22. Juni bis zum 5. Juli 1987 in London, Großbritannien statt. Ausrichter war der All England Lawn Tennis and Croquet Club.

## Herreneinzel

### Setzliste
| Nr. | Spieler        | Erreichte Runde |
| --- | -------------- | --------------- |
| 01. | Boris Becker   | 2. Runde        |
| 02. | Ivan Lendl     | Finale          |
| 03. | Mats Wilander  | Viertelfinale   |
| 04. | Stefan Edberg  | Halbfinale      |
| 05. | Miloslav Mečíř | 3. Runde        |
| 06. | Yannick Noah   | 2. Runde        |
| 07. | Jimmy Connors  | Halbfinale      |
| 08. | Andrés Gómez   | Achtelfinale    |

| Nr. | Spieler                | Erreichte Runde |
| --- | ---------------------- | --------------- |
| 09. | Henri Leconte          | Viertelfinale   |
| 10. | Tim Mayotte            | 3. Runde        |
| 11. | Pat Cash               | Sieg            |
| 12. | Brad Gilbert           | 3. Runde        |
| 13. | Joakim Nyström         | 3. Runde        |
| 14. | Emilio Sánchez Vicario | Achtelfinale    |
| 15. | David Pate             | 2. Runde        |
| 16. | Kevin Curren           | 2. Runde        |

## Dameneinzel

### Setzliste
| Nr. | Spielerin            | Erreichte Runde |
| --- | -------------------- | --------------- |
| 01. | Martina Navratilova  | Sieg            |
| 02. | Steffi Graf          | Finale          |
| 03. | Chris Evert          | Halbfinale      |
| 04. | Helena Suková        | Viertelfinale   |
| 05. | Pam Shriver          | Halbfinale      |
| 06. | Gabriela Sabatini    | Viertelfinale   |
| 07. | Manuela Maleeva      | 2. Runde        |
| 08. | Claudia Kohde-Kilsch | Viertelfinale   |

| Nr. | Spielerin          | Erreichte Runde |
| --- | ------------------ | --------------- |
| 09. | Bettina Bunge      | 3. Runde        |
| 10. | Lori McNeil        | 2. Runde        |
| 11. | Catarina Lindqvist | Achtelfinale    |
| 12. | Wendy Turnbull     | 2. Runde        |
| 13. | Barbara Potter     | 2. Runde        |
| 14. | Katerina Maleewa   | 1. Runde        |
| 15. | Raffaella Reggi    | Achtelfinale    |
| 16. | Sylvia Hanika      | Achtelfinale    |

## Herrendoppel

### Setzliste
| Nr. | Paarung                             | Erreichte Runde |
| --- | ----------------------------------- | --------------- |
| 01. | Guy Forget Yannick Noah             | Viertelfinale   |
| 02. | Paul Annacone Christo van Rensburg  | Viertelfinale   |
| 03. | Andrés Gómez Slobodan Živojinović   | Halbfinale      |
| 04. | Stefan Edberg Anders Järryd         | Halbfinale      |
| 05. | Joakim Nyström Mats Wilander        | 2. Runde        |
| 06. | Gary Donnelly Peter Fleming         | 2. Runde        |
| 07. | Ken Flach Robert Seguso             | Sieg            |
| 08. | Sergio Casal Emilio Sánchez Vicario | Finale          |

| Nr. | Paarung                        | Erreichte Runde |
| --- | ------------------------------ | --------------- |
| 09. | Chip Hooper Mike Leach         | Achtelfinale    |
| 10. | Kevin Curren Mike DePalmer     | Achtelfinale    |
| 11. | Christo Steyn Danie Visser     | 1. Runde        |
| 12. | Peter Doohan Laurie Warder     | Achtelfinale    |
| 13. | Sherwood Stewart Kim Warwick   | 1. Runde        |
| 14. | Andy Kohlberg Robert Van’t Hof | Achtelfinale    |
| 15. | Scott Davis David Pate         | Achtelfinale    |
| 16. | John Fitzgerald Tomáš Šmíd     | Achtelfinale    |

## Damendoppel

### Setzliste
| Nr. | Paarung                                  | Erreichte Runde |
| --- | ---------------------------------------- | --------------- |
| 01. | Martina Navratilova Pam Shriver          | Viertelfinale   |
| 02. | Steffi Graf Gabriela Sabatini            | Achtelfinale    |
| 03. | Claudia Kohde-Kilsch Helena Suková       | Sieg            |
| 04. | Elise Burgin Rosalyn Fairbank            | Viertelfinale   |
| 05. | Betsy Nagelsen Elizabeth Smylie          | Finale          |
| 06. | Swetlana Parchomenko Laryssa Sawtschenko | Halbfinale      |
| 07. | Lori McNeil Robin White                  | Halbfinale      |
| 08. | Bettina Bunge Gigi Fernández             | Achtelfinale    |

| Nr. | Paarung                                | Erreichte Runde |
| --- | -------------------------------------- | --------------- |
| 09. | Kathy Jordan Anne Smith                | Viertelfinale   |
| 10. | Mercedes Paz Eva Pfaff                 | 1. Runde        |
| 11. | Anne Hobbs Candy Reynolds              | Achtelfinale    |
| 12. | Mary-Lou Daniels Anne White            | 2. Runde        |
| 13. | Jenny Byrne Patty Fendick              | 2. Runde        |
| 14. | Catarina Lindqvist Tine Scheuer-Larsen | 1. Runde        |
| 15. | Beth Herr Alycia Moulton               | 2. Runde        |
| 16. | Jo Durie Catherine Tanvier             | 1. Runde        |

## Mixed

### Setzliste
| Nr. | Paarung                       | Erreichte Runde |
| --- | ----------------------------- | --------------- |
| 01. | Ken Flach Kathy Jordan        | Viertelfinale   |
| 02. |                               |                 |
| 03. | Peter Fleming Betsy Nagelsen  | Achtelfinale    |
| 04. |                               |                 |
| 05. |                               |                 |
| 06. |                               |                 |
| 07. | Danie Visser Rosalyn Fairbank | Halbfinale      |
| 08. | Mark Kratzmann Elise Burgin   | 1. Runde        |

| Nr. | Paarung                               | Erreichte Runde |
| --- | ------------------------------------- | --------------- |
| 09. | Kim Warwick Jenny Byrne               | 2. Runde        |
| 10. | Sherwood Stewart Anne Smith           | 1. Runde        |
| 11. | Gary Muller Anne White                | 2. Runde        |
| 12. | Robert Van’t Hof Mary-Lou Piatek      | 1. Runde        |
| 13. | Andy Kohlberg Patty Fendick           | Halbfinale      |
| 14. | Michael Mortensen Tine Scheuer-Larsen | Viertelfinale   |
| 15. | John Fitzgerald Elizabeth Smylie      | Viertelfinale   |
| 16. | Robert Seguso Carling Bassett         | 1. Runde        |